# José P. Laurel
José Paciano Laurel y García, (9 de março de 1891 - 6 de novembro de 1959) foi o presidente da Segunda República das Filipinas, um estado fantoche japonês ocupado durante a Segunda Guerra Mundial, de 1943 a 1945. Somente durante o governo do presidente Diosdado Macapagal (1961-1965), Laurel seria reconhecido como presidente legítimo das Filipinas.

## Biografia
José Paciano Laurel nasceu em 9 de março de 1891 na aldeia de Tanauan. Seus pais eram Sotero Laurel, Sr. e Jacoba Garcia; seu pai havia sido oficial durante o governo revolucionário de Emílio Aguinaldo e foi um dos signatários da Constituição de Malolos de 1898.
Laurel estudou direito na Universidade das Filipinas, na Universidade de Santo Tomás e na Universidade de Yale, onde obteve seu J.D.
Quando o Japão invadiu as Filipinas, o presidente Manuel L. Quezon primeiro fugiu para Bataan e depois para os Estados Unidos para estabelecer um governo no exílio. Quezon ordenou que Laurel, Vargas e outros membros do gabinete ficassem. Laurel estava entre os oficiais da Commonwealth instruídos pelo Exército Imperial Japonês para formar um governo provisório quando invadiram e ocuparam o país. Colaborou com os japoneses. Durante sua presidência, as Filipinas enfrentaram uma escassez avassaladora de alimentos que exigiu grande parte da atenção de Laurel. Após o desembarque em Leyte das forças lideradas pelo general Douglas MacArthur em 20 de outubro de 1944 que progrediram para a capital Manila, o governo de Laurel foi forçado ao exílio em Taiwan e depois no Japão, onde Laurel proclamou a dissolução do regime após a rendição incondicional japonesa em setembro de 1945.

Em 1946 foi acusado de 132 acusações de traição, mas nunca foi levado a julgamento devido à anistia geral concedida pelo presidente Manuel Roxas em 1948. Em 6 de novembro de 1959, Laurel morreu no Hospital Nossa Senhora de Lourdes em Manila de um ataque cardíaco maciço e derrame. Ele está enterrado em Tanauan, Batangas.